# Рузский, Николай Павлович
Никола́й Па́влович Ру́зский (1865—1927, Ле-Везине) — русский предприниматель, меценат, коллекционер. Член главной дирекции РМО.

## Биография
Родился 27 (по другим данным — 24) июня 1865 года. Отец — Павел Виттович Рузский, сын незаконнорождённого сына Алексея Михайловича Лермонтова (острожниковская ветвь рода Лермонтовых). Павел Виттович дослужился до чина действительного статского советника, дающего право на потомственное дворянство. Мать — Александра Христофоровна Пономарёва. Брат — Дмитрий Павлович Рузский, инженер, профессор.
Среднее образование получил в Киевской 1-й гимназии, которую окончил в 1884 году, а высшее — на юридическом факультете университета Св. Владимира, который окончил в 1889 году со степенью кандидата. Воинскую повинность отбывал в 36-м драгунском Ахтырском полку.
В 1890 году поступил на службу в Министерство финансов, по департаменту железнодорожных дел. В 1895 году был назначен инспектором Государственного банка. В 1898 году перешел в Волжско-Камский банк и был назначен управляющим его киевским отделением. Затем состоял председателем правления Товарищества Саблино-Знаменского свеклосахарного и рафинадного завода, председателем правления Товарищества Харьковского сахаро-рафинадного завода, директором Санкт-Петербургского общества страхований и членом совета Русского торгово-промышленного банка. Владел пароходством на Волге.
Был членом главной дирекции Русского музыкального общества и членом дирекции Санкт-Петербургского отделения РМО, содействовал изданию «Русской музыкальной газеты». Сам играл на виолончели и материально поддерживал музыкантов. Ему посвящена «Баллада для виолончели» С. С. Прокофьева. В круг общения Николая Павловича входили А. И. Зилоти и А. К. Глазунов. Кроме того, Рузский стал одним из учредителей народной консерватории в Петербурге.

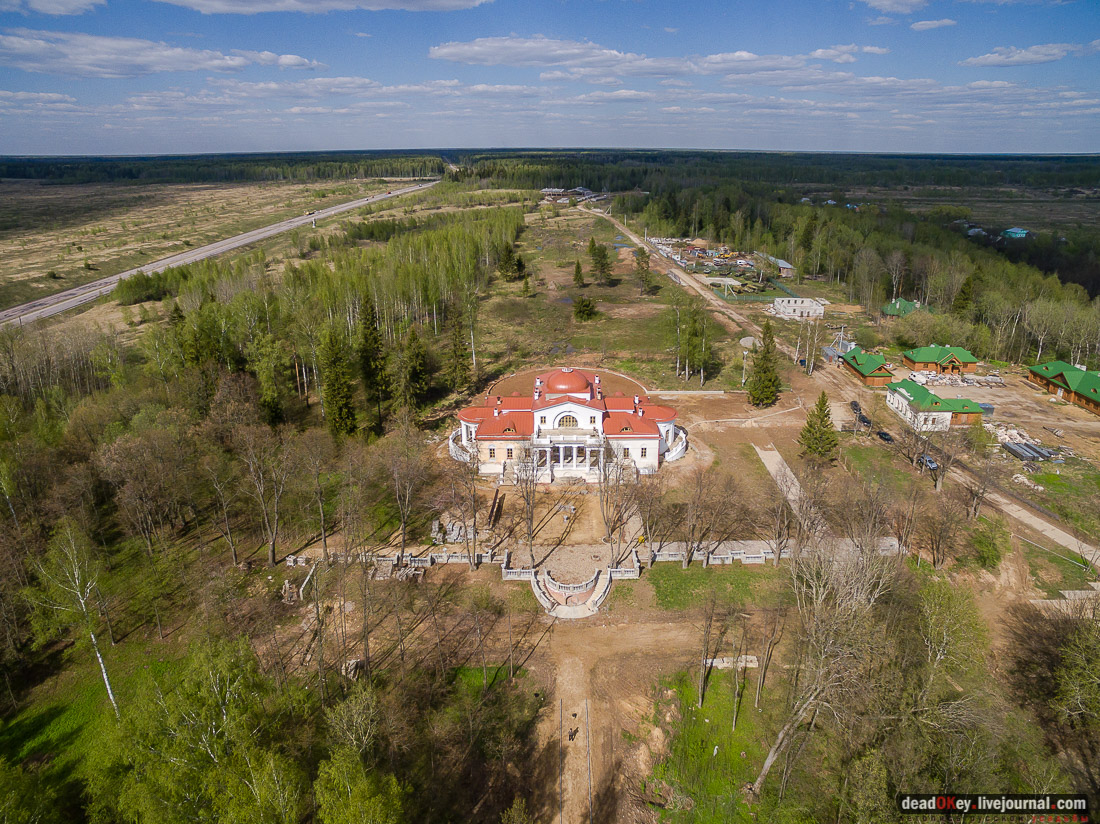
«Студёные Ключи» в 2016 году.

Оказывал финансовую и деловую поддержку ряду политических партий, много помогал художникам. В течение многих лет собирал коллекцию изобразительного искусства — живописи, фарфора, изделий из бронзы, меди, чугуна. Незадолго до Первой мировой войны Рузский купил урочище Гребень на берегу Волги близ Заволжска, напротив Кинешмы, где построил усадьбу «Студёные Ключи»57°29′59″ с. ш. 42°04′58″ в. д.. Там бывали Ф. И. Шаляпин, С. В. Рахманинов и многие другие деятели культуры.
Зимой 1917—1918 годов Рузский, несмотря на глубоко пессимистическую оценку действительности, строил за свой счёт Дом народного просвещения недалеко от «Студёных ключей». В 1918 году, когда «Студёные ключи» были национализированы, Рузский эмигрировал во Францию. Он жил в пригороде Парижа Ле-Везине. Скончался в 1927 году в поезде, возвращаясь домой из Швейцарии.
Обширная коллекция Рузского составила основу фондового собрания Кинешемского музея. Часть ценностей была отправлена в Иваново—Вознесенский музей, далее в музеи Москвы и Петрограда.

## Память
Бюст Н. П. Рузского в усадьбе «Студёные ключи». Открыт в июле 2015 года к 150-летию.

## Семья
Был женат на Ольге Петровне Сокович. Их дети:
- Николай (1897—1962), прапорщик лейб-гвардии Конного полка, монархический деятель русской эмиграции.
- Татьяна (1891—1950), замужем за профессором Н. С. Тимашевым.
  - внучка — Татьяна Николаевна Бобринская (Тимашева), родилась в 1923 году[10].
- Ирина (1893—1951)
- Анастасия (1900—1992)

Потомки Николая Петровича Рузского живут в США.

## Адрес в Санкт—Петербурге
- Кронверкская улица, дом 33[1].